# Йираджанг, Аласана
Аласана Йираджанг (англ. Alasana Yirajang; род. 12 ноября 2004, Kartung, Западный район) — гамбийский футболист, нападающий братиславского «Слована».

## Карьера

### «Железиарне»
В ноябре 2021 года из клуба второго гамбийского дивизиона «Джем Сити» перешёл в банжульский «Реал». Вместе с клубом по итогу сезона стал победителем чемпионата. В декабре 2023 года появилась информация, что футболист станет игроком словацкого клуба «Погронье». В январе 2024 года сообщалось, что футболист близок к переходу в словацкий клуб «Железиарне». В феврале 2024 года официально стал игроком словацкого клуба. Дебютировал за клуб 2 марта 2024 года в матче против клуба «Ружомберок», выйдя на замену на 59 минуте. Вместе с клубом вышел в чемпионскую группу чемпионата, который завершили на итоговом шестом месте. На протяжении сезона выступал за клуб в роли одного из основных игроков, однако результативными действиями не отличился. 
Новый сезон начал 27 июля 2024 года с матча против клуба «Жилина», выйдя на поле в стартовом составе. Дебютным забитым голом за клуб отличился 17 августа 2024 года в матче против клуба «Скалица», также отличившись своей первой результативной передачей. По итогу основной части чемпионата вместе с клубом вышел в чемпионскую группу, заняв итоговое пятое место, отправившись в раунд-плей-офф за право участия в квалификациях Лиги конференций УЕФА. В финале раунда плей-офф 23 мая 2025 года вместе с клубом уступил клубу ДАК 1904. На протяжении сезона выступал за клуб в роли одного из ключевых игроков, отличившись 9 забитыми голами и 4 результативными передачами во всех турнирах, став тем самым лучшим бомбардиром словацкого клуба.

### «Слован» Братислава
В мае 2025 года появилась информация, что футболист может перейти в польский «Ракув», также имея интерес со стороны братиславского «Слована». В июне 2025 года официально перешёл в братиславский «Слован», подписав пятилетний контракт. В июле 2025 года вместе с клубом отправился на квалификационные матчи Лиги чемпионов УЕФА. Дебютировал за клуб 26 июля 2025 года в матче против «Татрана», выйдя на поле в стартовом составе.

## Достижения
«Реал» Банжул
- Чемпион Гамбии: 2021/22